# Neumannsches Prinzip
Das Neumannsche Prinzip ist ein Symmetrieprinzip. Es verknüpft die Struktur eines Kristalls mit seinen physikalischen Eigenschaften.
Das Neumannsche Prinzip besagt, dass die Symmetrie der physikalischen Eigenschaften eines Kristalls die Symmetrieelemente der Punktgruppe des Kristalls enthalten muss.
Franz Ernst Neumann formulierte dieses Prinzip im Rahmen seiner Lehrveranstaltungen an der Universität von Königsberg 1873/74. In gedruckter Form wurde es 1885 veröffentlicht.
Die endgültige Fassung stammt aus dem berühmten Lehrbuch der Krystallphysik seines Schülers Woldemar Voigt. Dieser verweist dabei auf einen Artikel Neumann’s aus dem Jahr 1833, bei dem Neumann dieses Prinzip schon implizit angewendet hat.
Pierre Curie erweiterte dieses Prinzip 1894 zum Curie-Prinzip.
Durch die Darstellungstheorie werden diese Überlegungen auf eine erweiterte mathematische Grundlage gestellt.

## Erläuterung
Die physikalischen Eigenschaften eines Kristalls sind im Allgemeinen anisotrop. Sie hängen sowohl von der Richtung der einwirkenden Kraft als auch von der Richtung der untersuchten Wirkung ab. Daher werden diese Eigenschaften mit Hilfe von Tensoren beschrieben. Das Neumannsche Prinzip verlangt, dass jede Symmetrieabbildung des Kristalls auch eine Symmetrieabbildung dieses Tensors sein muss.
Diese Symmetrieüberlegungen führen dazu, dass sich die Anzahl der unabhängigen Elemente eines Tensors in höhersymmetrischen Kristallen verringert und seine Hauptachsen in Richtung der Kristallachsen liegen.
Beispiele:
- Da die Richtungsabhängigkeit der Wachstumsgeschwindigkeit des Kristalls dem Neumannschen Prinzip unterliegt, spiegeln die Kristallflächen die Punktgruppe des Kristalls wider. So kann man schon anhand der Kristallform auf das Kristallsystem und die Kristallklasse schließen.
- Eine oft erwähnte Folge des Neumannschen Prinzips ist, dass in einem Kristall, der ein Inversionszentrum besitzt, kein piezoelektrischer Effekt existieren kann.

Das Neumannsche Prinzip bestimmt nur die Mindestsymmetrie des Tensors. Der Tensor kann aber durchaus über zusätzliche Symmetrien verfügen. So ist der Deformationstensor aufgrund seiner Definition grundsätzlich zentrosymmetrisch.

## Beispiel
Eine Folge des Neumannschen Prinzips ist, dass in dem Achsensystem, das durch die konventionelle Elementarzelle gegeben ist, die Eigenschaftstensoren eine durch die jeweilige Kristallklasse bestimmte Form haben.
In den folgenden Tabellen ist im monoklinen Kristallsystem die monokline Achse in die kristallographische c-Achse gelegt (1st setting).

### Tensoren 1. Stufe
Der pyroelektrische Effekt wird durch einen polaren Vektor beschrieben. Entsprechend müsste der pyromagnetische Effekt durch einen axialen Vektor beschrieben werden. Dazu liegen bislang aber keine Untersuchungen vor.
Die Punktgruppen mit einem nicht verschwindenden Element eines polaren Vektors nennt man auch polare Punktgruppen.
| Kristallsystem | Kristallklasse                 | Komponenten eines Vektors                                           | Anzahl unabhängiger Komponenten | Komponenten eines Pseudovektors                                     | Anzahl unabhängiger Komponenten |
| -------------- | ------------------------------ | ------------------------------------------------------------------- | ------------------------------- | ------------------------------------------------------------------- | ------------------------------- |
| Triklin        | {\displaystyle 1\ }            | {\displaystyle {\begin{pmatrix}v_{1}\\v_{2}\\v_{3}\\\end{pmatrix}}} | 3                               | {\displaystyle {\begin{pmatrix}p_{1}\\p_{2}\\p_{3}\\\end{pmatrix}}} | 3                               |
| Triklin        | {\displaystyle {\bar {1}}}     | {\displaystyle {\begin{pmatrix}0\\0\\0\\\end{pmatrix}}}             | 0                               | {\displaystyle {\begin{pmatrix}p_{1}\\p_{2}\\p_{3}\\\end{pmatrix}}} | 3                               |
| Monoklin       | {\displaystyle 2\ }            | {\displaystyle {\begin{pmatrix}0\\0\\v_{3}\\\end{pmatrix}}}         | 1                               | {\displaystyle {\begin{pmatrix}0\\0\\p_{3}\\\end{pmatrix}}}         | 1                               |
| Monoklin       | {\displaystyle m\ }            | {\displaystyle {\begin{pmatrix}v_{1}\\v_{2}\\0\\\end{pmatrix}}}     | 2                               | {\displaystyle {\begin{pmatrix}0\\0\\p_{3}\\\end{pmatrix}}}         | 1                               |
| Monoklin       | {\displaystyle 2/m\ }          | {\displaystyle {\begin{pmatrix}0\\0\\0\\\end{pmatrix}}}             | 0                               | {\displaystyle {\begin{pmatrix}0\\0\\p_{3}\\\end{pmatrix}}}         | 1                               |
| Orthorhombisch | {\displaystyle 222\ }          | {\displaystyle {\begin{pmatrix}0\\0\\0\\\end{pmatrix}}}             | 0                               | {\displaystyle {\begin{pmatrix}0\\0\\0\\\end{pmatrix}}}             | 0                               |
| Orthorhombisch | {\displaystyle mm2\ }          | {\displaystyle {\begin{pmatrix}0\\0\\v_{3}\\\end{pmatrix}}}         | 1                               | {\displaystyle {\begin{pmatrix}0\\0\\0\\\end{pmatrix}}}             | 0                               |
| Orthorhombisch | {\displaystyle m\ m\ m}        | {\displaystyle {\begin{pmatrix}0\\0\\0\\\end{pmatrix}}}             | 0                               | {\displaystyle {\begin{pmatrix}0\\0\\0\\\end{pmatrix}}}             | 0                               |
| Tetragonal     | {\displaystyle 4\ }            | {\displaystyle {\begin{pmatrix}0\\0\\v_{3}\\\end{pmatrix}}}         | 1                               | {\displaystyle {\begin{pmatrix}0\\0\\p_{3}\\\end{pmatrix}}}         | 1                               |
| Tetragonal     | {\displaystyle 422\ }          | {\displaystyle {\begin{pmatrix}0\\0\\v_{3}\\\end{pmatrix}}}         | 1                               | {\displaystyle {\begin{pmatrix}0\\0\\0\\\end{pmatrix}}}             | 0                               |
| Tetragonal     | {\displaystyle 4mm\ }          | {\displaystyle {\begin{pmatrix}0\\0\\v_{3}\\\end{pmatrix}}}         | 1                               | {\displaystyle {\begin{pmatrix}0\\0\\0\\\end{pmatrix}}}             | 0                               |
| Tetragonal     | {\displaystyle 4/m\ }          | {\displaystyle {\begin{pmatrix}0\\0\\0\\\end{pmatrix}}}             | 0                               | {\displaystyle {\begin{pmatrix}0\\0\\p_{3}\\\end{pmatrix}}}         | 1                               |
| Tetragonal     | {\displaystyle {\bar {4}}}     | {\displaystyle {\begin{pmatrix}0\\0\\0\\\end{pmatrix}}}             | 0                               | {\displaystyle {\begin{pmatrix}0\\0\\p_{3}\\\end{pmatrix}}}         | 1                               |
| Tetragonal     | {\displaystyle {\bar {4}}m2\ } | {\displaystyle {\begin{pmatrix}0\\0\\0\\\end{pmatrix}}}             | 0                               | {\displaystyle {\begin{pmatrix}0\\0\\0\\\end{pmatrix}}}             | 0                               |
| Tetragonal     | {\displaystyle 4/m\ m\ m}      | {\displaystyle {\begin{pmatrix}0\\0\\0\\\end{pmatrix}}}             | 0                               | {\displaystyle {\begin{pmatrix}0\\0\\0\\\end{pmatrix}}}             | 0                               |
| Trigonal       | {\displaystyle 3\!}            | {\displaystyle {\begin{pmatrix}0\\0\\v_{3}\\\end{pmatrix}}}         | 1                               | {\displaystyle {\begin{pmatrix}0\\0\\p_{3}\\\end{pmatrix}}}         | 1                               |
| Trigonal       | {\displaystyle 32\ }           | {\displaystyle {\begin{pmatrix}0\\0\\0\\\end{pmatrix}}}             | 0                               | {\displaystyle {\begin{pmatrix}0\\0\\0\\\end{pmatrix}}}             | 0                               |
| Trigonal       | {\displaystyle 3m\ }           | {\displaystyle {\begin{pmatrix}0\\0\\v_{3}\\\end{pmatrix}}}         | 1                               | {\displaystyle {\begin{pmatrix}0\\0\\0\\\end{pmatrix}}}             | 0                               |
| Trigonal       | {\displaystyle {\bar {3}}}     | {\displaystyle {\begin{pmatrix}0\\0\\0\\\end{pmatrix}}}             | 0                               | {\displaystyle {\begin{pmatrix}0\\0\\p_{3}\\\end{pmatrix}}}         | 1                               |
| Trigonal       | {\displaystyle {\bar {3}}m}    | {\displaystyle {\begin{pmatrix}0\\0\\0\\\end{pmatrix}}}             | 0                               | {\displaystyle {\begin{pmatrix}0\\0\\0\\\end{pmatrix}}}             | 0                               |
| Hexagonal      | {\displaystyle 6\ }            | {\displaystyle {\begin{pmatrix}0\\0\\v_{3}\\\end{pmatrix}}}         | 1                               | {\displaystyle {\begin{pmatrix}0\\0\\p_{3}\\\end{pmatrix}}}         | 1                               |
| Hexagonal      | {\displaystyle 622\ }          | {\displaystyle {\begin{pmatrix}0\\0\\0\\\end{pmatrix}}}             | 0                               | {\displaystyle {\begin{pmatrix}0\\0\\0\\\end{pmatrix}}}             | 0                               |
| Hexagonal      | {\displaystyle 6mm\ }          | {\displaystyle {\begin{pmatrix}0\\0\\v_{3}\\\end{pmatrix}}}         | 1                               | {\displaystyle {\begin{pmatrix}0\\0\\0\\\end{pmatrix}}}             | 0                               |
| Hexagonal      | {\displaystyle 6/m\ }          | {\displaystyle {\begin{pmatrix}0\\0\\0\\\end{pmatrix}}}             | 0                               | {\displaystyle {\begin{pmatrix}0\\0\\p_{3}\\\end{pmatrix}}}         | 1                               |
| Hexagonal      | {\displaystyle {\bar {6}}}     | {\displaystyle {\begin{pmatrix}0\\0\\0\\\end{pmatrix}}}             | 0                               | {\displaystyle {\begin{pmatrix}0\\0\\p_{3}\\\end{pmatrix}}}         | 1                               |
| Hexagonal      | {\displaystyle {\bar {6}}m2}   | {\displaystyle {\begin{pmatrix}0\\0\\0\\\end{pmatrix}}}             | 0                               | {\displaystyle {\begin{pmatrix}0\\0\\0\\\end{pmatrix}}}             | 0                               |
| Hexagonal      | {\displaystyle 6/m\ m\ m\ }    | {\displaystyle {\begin{pmatrix}0\\0\\0\\\end{pmatrix}}}             | 0                               | {\displaystyle {\begin{pmatrix}0\\0\\0\\\end{pmatrix}}}             | 0                               |
| Kubisch        | {\displaystyle 23\ }           | {\displaystyle {\begin{pmatrix}0\\0\\0\\\end{pmatrix}}}             | 0                               | {\displaystyle {\begin{pmatrix}0\\0\\0\\\end{pmatrix}}}             | 0                               |
| Kubisch        | {\displaystyle m{\bar {3}}}    | {\displaystyle {\begin{pmatrix}0\\0\\0\\\end{pmatrix}}}             | 0                               | {\displaystyle {\begin{pmatrix}0\\0\\0\\\end{pmatrix}}}             | 0                               |
| Kubisch        | {\displaystyle 432\ }          | {\displaystyle {\begin{pmatrix}0\\0\\0\\\end{pmatrix}}}             | 0                               | {\displaystyle {\begin{pmatrix}0\\0\\0\\\end{pmatrix}}}             | 0                               |
| Kubisch        | {\displaystyle {\bar {4}}3m}   | {\displaystyle {\begin{pmatrix}0\\0\\0\\\end{pmatrix}}}             | 0                               | {\displaystyle {\begin{pmatrix}0\\0\\0\\\end{pmatrix}}}             | 0                               |
| Kubisch        | {\displaystyle m{\bar {3}}m}   | {\displaystyle {\begin{pmatrix}0\\0\\0\\\end{pmatrix}}}             | 0                               | {\displaystyle {\begin{pmatrix}0\\0\\0\\\end{pmatrix}}}             | 0                               |

### Tensoren 2. Stufe
Die Wärmeausdehnung und die Dielektrizitätskonstante werden durch einen symmetrischen Tensor 2. Stufe beschrieben. Ohne weitere Einschränkungen hat dieser Tensor 6 unabhängige Komponenten und eine beliebige Lage zu den Kristallachsen. In den einzelnen Kristallsystemen nimmt er aufgrund des Neumannschen Prinzips folgende Form an:
| Kristallsystem                | Tensorfläche                                                     | Schema der Komponenten | Bezug zu den Hauptwerten | Anzahl unabhängiger Komponenten |
| ----------------------------- | ---------------------------------------------------------------- | --- | --- | ------------------------------- |
| Triklin                       | Dreiachsiges Ellipsoid in beliebiger Lage                        | {\displaystyle {\begin{pmatrix}\epsilon _{11}&\epsilon _{12}&\epsilon _{13}\\\epsilon _{12}&\epsilon _{22}&\epsilon _{23}\\\epsilon _{13}&\epsilon _{23}&\epsilon _{33}\end{pmatrix}}} | - | 6                               |
| Monoklin                      | Dreiachsiges Ellipsoid, eine Hauptachse parallel zur b-Achse     | {\displaystyle {\begin{pmatrix}\epsilon _{11}&0&\epsilon _{13}\\0&\epsilon _{22}&0\\\epsilon _{13}&0&\epsilon _{33}\end{pmatrix}}}                                                     | {\displaystyle \epsilon _{22}=\epsilon _{b}}                                                                                           | 4                               |
| Orthorhombisch                | Dreiachsiges Ellipsoid, Hauptachsen parallel zu den Gitterachsen | {\displaystyle {\begin{pmatrix}\epsilon _{11}&0&0\\0&\epsilon _{22}&0\\0&0&\epsilon _{33}\end{pmatrix}}}                                                                               | {\displaystyle \epsilon _{11}=\epsilon _{a}} {\displaystyle \epsilon _{22}=\epsilon _{b}} {\displaystyle \epsilon _{33}=\epsilon _{c}} | 3                               |
| Tetragonal Trigonal Hexagonal | Rotationsellipsoid, Rotationsachse parallel zu c                 | {\displaystyle {\begin{pmatrix}\epsilon _{11}&0&0\\0&\epsilon _{11}&0\\0&0&\epsilon _{33}\end{pmatrix}}}                                                                               | {\displaystyle \epsilon _{11}=\epsilon _{a}=\epsilon _{b}} {\displaystyle \epsilon _{33}=\epsilon _{c}}                                | 2                               |
| Kubisch                       | Kugel                                                            | {\displaystyle {\begin{pmatrix}\epsilon _{11}&0&0\\0&\epsilon _{11}&0\\0&0&\epsilon _{11}\end{pmatrix}}}                                                                               | {\displaystyle \epsilon _{11}=\epsilon }                                                                                               | 1                               |